# Мигулинський скарб
Мигулинський скарб  (рос. Мигулинский клад)  — збори дорогоцінних предметів, виявлене в 1864 році в 14 км від станиці Мигулинської Вехньодонського району Ростовської області, Росія.

## Опис
У скарб входили браслет із золота, золотий вінок з підвісками на ланцюжках, шматки срібного глечика і ємність з блідого золота кулястої форми з ручкою у формі тварини схожого на кішку, прикрашеної рожевими коралами і бірюзою. На шийці ємності пояс з трикутних і ромбічних гнізд для емалі, що не збереглася. 
На борту викарбувано напис грецькою мовою: «Ксебанока. Тарулас робив. Золота 48». Імена (власника та автора виробів відповідно), ймовірно, сарматські, схожі на сарматські написи Боспора римської доби, що свідчить про місцеве походження ємності. За характеристиками символів напис датується I—II ст. після Р. Х..
Мигулинський скарб — типовий приклад сарматської культури. У передачі тварини на ємності є схожість зі східним (т. зв. сибірським) мистецтвом. 
Золота ємність, виявлена зі скарбом, зберігається в Державному Історичному музеї у Москві, інші артефакти — в Ермітажі, уСанкт-Петербурзі.